# NGC 1601
NGC 1601 (również PGC 15413) – galaktyka soczewkowata (S0), znajdująca się w gwiazdozbiorze Erydanu. Odkrył ją 14 stycznia 1849 roku George Stoney – asystent Williama Parsonsa.